# Татищево (Кимрский район)
Тати́щево — деревня в составе Горицкого сельского поселения Кимрского района Тверской области.
Находится в 4 км к югу от села Горицы, от районного центра города Кимры — 44 км по прямой. Рядом деревни Авделиха, Марфино и бывшее село Ново-Никитское (Чура).

## История
В середине XIX века владельческая деревня Татищева относилась к Корчевскому уезду Тверской губернии.

## Известные люди
В деревне родились генерал-майор Титов А.С. (1895-1941), командующий артиллерией 18-й армии;  футболист А. А. Пискунов.